# Собакина отмель
Собакина отмель — прибрежная отмель в северо-восточной части Невской губы. Располагалается к западу от Старой Деревни, с запада ограничена Лахтинским фарватером, с юга — Елагинским фарватером.

## История
На протяжении столетий данная территория представляла собой мелководье со средней глубиной в 1 метр, с низменным болотистым берегом, часто затапливаемым и скрывавшимся под водами Финского залива. Постоянного населения в этом месте не было. Периодически с болотистого дна вскрывались небольшие островки, не имевшие постоянной береговой линии, а затем вновь уходившие под воду. В окрестностях Собакиной отмели располагались поселения Лахта и Бобыльская. Особенности облика данной местности определило места прохождения трасс Приморского шоссе и участка однопутной железной дороги между Старой Деревней и Сестрорецком. Принятый в 1987 году генеральный план расширения Ленинграда затронул территорию Собакиной отмели, в результате на большей части мелководья была намыта суша, северная половина которой впоследствии была застроена жилыми кварталами. На южной половине намытой суши были заложены парк имени 300-летия Санкт-Петербурга и городской пляж, последний возник уже в 1993 году по окончании намывных работ. В рамках Генплана в дальнейшем предполагалось спрямление железной дороги вдоль Мебельной улицы, но этого осуществлено не было.
В настоящее время сохранилась только часть Собакиной отмели, примыкающая к пляжу. Сегодня на бывшей территории отмели расположены жилые кварталы Муниципального округа № 65, улицы Беговая, Савушкина, Туристская, Яхтенная, Приморский проспект и Приморское шоссе, Парк имени 300-летия Санкт-Петербурга и станция Невско-Василеостровской линии метрополитена «Беговая».